# Muscidora tricolor
Muscidora tricolor là một loài bọ cánh cứng trong họ Cerambycidae.